# CITED1
CITED1 (англ. Cbp/p300 interacting transactivator with Glu/Asp rich carboxy-terminal domain 1) – білок, який кодується однойменним геном, розташованим у людей на X-хромосомі. Довжина поліпептидного ланцюга білка становить 193 амінокислот, а молекулярна маса — 19 896.
| 10         |  | 20         |  | 30         |  | 40         |  | 50         |
| ---------- |  | ---------- |  | ---------- |  | ---------- |  | ---------- |
| MPTTSRPALD |  | VKGGTSPAKE |  | DANQEMSSVA |  | YSNLAVKDRK |  | AVAILHYPGV |
| ASNGTKASGA |  | PTSSSGSPIG |  | SPTTTPPTKP |  | PSFNLHPAPH |  | LLASMHLQKL |
| NSQYQGMAAA |  | TPGQPGEAGP |  | LQNWDFGAQA |  | GGAESLSPSA |  | GAQSPAIIDS |
| DPVDEEVLMS |  | LVVELGLDRA |  | NELPELWLGQ |  | NEFDFTADFP |  | SSC        |

A: Аланін

C: Цистеїн

D: Аспарагінова кислота

E: Глутамінова кислота

F: Фенілаланін

G: Гліцин

H: Гістидин

I: Ізолейцин

K: Лізин

L: Лейцин

M: Метіонін

N: Аспарагін

P: Пролін

Q: Глутамін

R: Аргінін

S: Серин

T: Треонін

V: Валін

W: Триптофан

Кодований геном білок за функціями належить до активаторів, білків розвитку, фосфопротеїнів. 
Задіяний у таких біологічних процесах, як апоптоз, транскрипція, регуляція транскрипції, диференціація клітин, альтернативний сплайсинг. 
Локалізований у цитоплазмі, ядрі.